# Arcuș (gmina)
Arcuș – gmina w Rumunii, w okręgu Covasna. Obejmuje tylko jedną miejscowość Arcuș. W 2011 roku liczyła 1519 mieszkańców.